# 植村秀明
植村 秀明（うえむら ひであき、1949年8月5日 - ）は、奈良県出身の元プロ野球選手。ポジションは投手。

## 来歴・人物
奈良県立郡山高等学校では1966年、2年生の時にエースとして、夏の甲子園予選紀和大会決勝で向陽高を破り、33年ぶりに夏の甲子園に出場。大会では1回戦で小千谷高を降す。2回戦では横浜一商の佐々木正雄（日大）と投げ合うが、延長10回の熱戦の末に2-6で敗退した。高校の1年上には、右翼手、四番打者の白滝政孝がいた。翌1967年夏は県予選準々決勝で桜井商に敗れる。
高校球界では河原明、村田兆治らと並ぶ剛速球投手として知られていたが、甲子園でも長身から投げおろす重い速球とシュート、カーブでプロ野球関係者の注目を浴びた。
1967年のドラフトに広島から2位指名され入団。しかし一軍公式戦出場はなく、1971年限りで引退。

## 詳細情報

### 年度別投手成績
- 一軍公式戦出場なし

### 背番号
- 17 （1968年 - 1971年）